# Adolf Ehrtmann
Adolf Ehrtmann (* 15. März 1897 in Frankfurt am Main; † 7. März 1979 in Lübeck) war ein deutscher Politiker (Zentrum, CDU).

## Leben

### Herkunft und Beruf
Als der jüngere von zwei Brüdern kam der in Frankfurt a. M. geborene Adolf Ehrtmann schon wenige Monate nach seiner Geburt nach Lübeck. Er wuchs im bescheidenen Milieu einer katholischen Handwerkerfamilie auf. Nach dem Realschulabschluss trat er in die Deutsche Lebensversicherungsgesellschaft Lübeck ein. Anfang 1923 wurde er Prokurist bei einer Lübecker Kohlenfirma, im März 1925 schließlich Geschäftsführer der „Gemeinnützigen Siedlungsgenossenschaft e.G.m.b.H“ in Lübeck. Hier verantwortete er den Bau von mehr als hundert Siedlungshäusern in der Vorstadt.
Ebenfalls im Jahre 1925 wurde er Rendant (Geschäftsführer) der Katholischen Kirche in Lübeck und damit auch Geschäftsführer des Lübecker Marienkrankenhauses.

### Politik
Im November 1918 trat Ehrtmann der Zentrumspartei bei, zu deren Mitbegründern im protestantisch geprägten Lübeck er zählte. Mit seinen sozialreformerischen Ideen gehörte er dem linken Flügel des Zentrums an. Zudem unterhielt er gute persönliche Beziehungen zu Julius Leber, dem Haupt der Lübecker SPD. Am 14. November 1926 wurde Ehrtmann in die Lübecker Bürgerschaft gewählt, der er bis 1933 angehörte.

### Widerstand gegen den Nationalsozialismus
Während der Zeit des Nationalsozialismus bemühte sich Ehrtmann um die Aktivierung religiöser Männer- und Jugendarbeit in der katholischen Kirche, da offizielle katholische Vereine verboten worden waren. Nachdem er 1941 aus der Wehrmacht entlassen worden war, schloss er sich dem Lübecker Widerstand gegen das NS-Regime an, der von den drei katholischen Jungpriestern der Herz-Jesu-Gemeinde, Johannes Prassek, Hermann Lange und Eduard Müller ausging. Hinzu kam hier noch der evangelische Pastor an der Luther-Kirche, Karl Friedrich Stellbrink. Wie diese Geistlichen warb Ehrtmann für das verbotene Abhören von Auslandssendern und verbreitete die gegen die NS-Politik gerichteten Predigten des Bischofs von Münster Clemens August Graf von Galen sowie andere Flugschriften. Im Frühjahr 1942 wurde Ehrtmann ins Gefängnis Lauerhof gebracht. Am 22. und 23. Juni 1943 wurde ihm zusammen mit den vier Geistlichen und einer Gruppe von weiteren 17 katholischen Laien, darunter Stephan Pfürtner, der Prozess vor dem 2. Senat des Berliner Volksgerichtshofes gemacht, der hierzu extra nach Lübeck gereist war. Da die propagandistisch erklärbare Strategie des Volksgerichtshofes darin bestand, die Geistlichen als die Verführer und die Laien als die Verführten darzustellen, wurde Ehrtmann nicht, wie die vier Geistlichen, zum Tode, sondern zu fünf Jahren Zuchthaus verurteilt. Anfang Mai 1945 wurden Ehrtmann und die Mitgefangenen von sowjetischen Soldaten aus dem Zuchthaus Brandenburg befreit.

### Wirken in der Nachkriegszeit
Nach seiner Rückkehr nach Lübeck wurde Ehrtmann unverzüglich wieder politisch aktiv. Er war Gründungsmitglied einer überkonfessionellen Partei, die sich nach einigen Diskussionen als Christlich Demokratische Union (CDU) konstituierte. Im März 1946 wurde er zum Lübecker Bausenator ernannt und am 14. November 1946 in die erste Bürgerschaft gewählt. Elf Jahre lang diente er als erster stellvertretender Bürgermeister. Ehrtmann setzte sich für den Erhalt der historischen Lübecker Altstadt ein. Seine Arbeit für den Wiederaufbau der Altstadt und die Schaffung neuer Vorortsiedlungen sind kaum zu überschätzen. 1957 wurde er mit der Freiherr-vom-Stein-Medaille geehrt. 1970 erhielt er die Lübecker Ehrengedenkmünze „Bene Merenti“.
Ehrtmann starb am 7. März 1979 in Lübeck und wurde auf dem Burgtorfriedhof beigesetzt. Auf Antrag des „ökumenischen Arbeitskreises 10. November Lübecker Märtyrer“ wurde seine Grabstätte 2018 zum Ehrengrab erklärt.